# Llista de monuments de Mataró

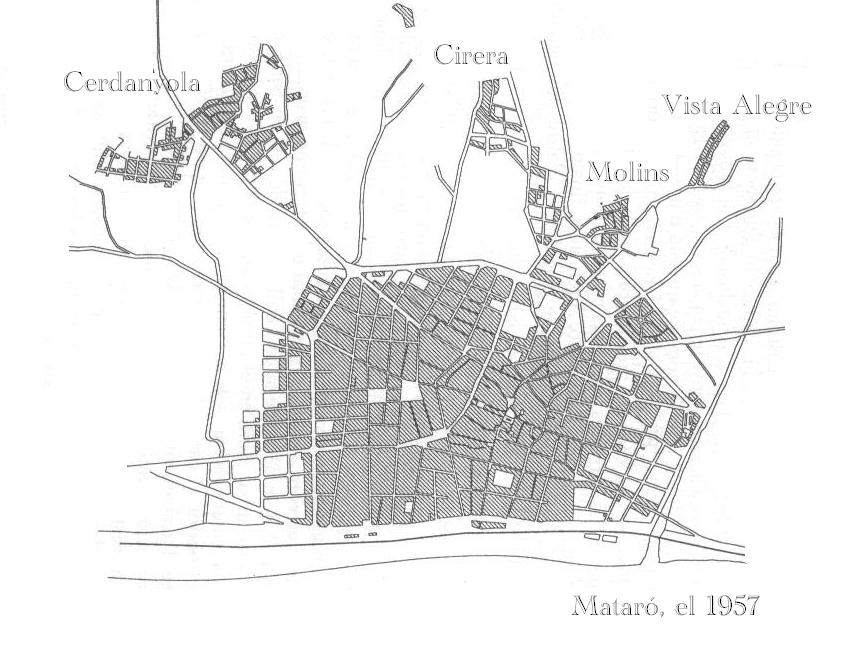
Extensió urbana de Mataró i els barris perifèrics. El barri del Centre està delimitat pel barri de l'Eixample a l'oest, Palau-Escorxador a l'est i Molins-Torner al nord.

Llista de monuments de Mataró inclosos en l'Inventari del Patrimoni Arquitectònic Català per al municipi de Mataró (Maresme). Inclou els inscrits en el Registre de Béns Culturals d'Interès Nacional (BCIN) amb la classificació de monuments històrics, els Béns Culturals d'Interès Local (BCIL) de caràcter arquitectònic i els béns immobles amb nivell de protecció urbanística (BPU).
A causa de l'extensió dels elements inventariats, la llista se subdivideix en dues àrees:
- Llista de monuments de Mataró (centre), pel barri del Centre que inclou el centre històric entre muralles més l'extensió fins al mar del barri de l'Estació. Com a barri administratiu està delimitat pel traçat de les antigues muralles al nord; els carrers Coma, Hospital i Sant Pere, a l'est; i els carrers Torrent, Iluro i Cooperativa a l'oest.
- Llista de monuments de Mataró (perifèria), inclou els altres 10 barris de Mataró.